# Kamperbach
Der Kamperbach ist ein gut fünf Kilometer langer Bach auf dem Gebiet der Stadt Witten im nordrhein-westfälischen Ennepe-Ruhr-Kreis. Er ist ein rechter Zufluss des Pleßbachs.

## Geographie

### Verlauf
Der Kamperbach entspringt westlich von Durchholz auf einer Höhe von etwa 202 m ü. NHN. 
Er fließt durch Kämpen und West-Herbede und mündet schließlich am Steinenhaus von rechts in den Pleßbach.
Der etwa 5,3 km lange Lauf des Kamperbachs endet ungefähr 128 Höhenmeter unterhalb seiner Quelle, er hat somit ein mittleres Sohlgefälle von 24 ‰.

### Einzugsgebiet
Das 4,89 km² große Einzugsgebiet des Kamperbachs wird von ihm über den Pleßbach, die Ruhr und den Rhein zur Nordsee entwässert.
Es grenzt
- im Südosten an das des Muttenbachs, der in  die Ruhr mündet
- und im Westen an das des Pleßbachs

## Hochwasser
Die Stadt Witten wird im Frühjahr 2020 den unteren Kamperbach im Bereich Wittener Straße und Kämpenstraße auf einer Länge von etwa 300 Metern neu verrohren, um Überschwemmungen vorzubeugen.